# Lehotszky Márton
Király-lehotai Lehotszky Márton, Lehoczky (Királylehota, 1752. január 20. (keresztelés) – Toporc, 1817. április 15.) ágostai evangélikus lelkész.

## Élete
Lehotszky József fia. A kézsmárki és a pozsonyi gimnáziumban tanult, azután az erlangeni egyetem hallgatója volt. Két év múlva visszatérve nevelő lett Potturnyai Pál házánál Liptó megyében. 1778. július 20-án Hibbe (Liptó megye) községe lelkészének hívta meg és szeptemberben Modorban szentelték papnak. 1784-ben toporci lelkész lett. Meghalt mint az alsó-kárpáti egyházi kör seniora 65 éves korában. Nyolc fia volt és mindegyik katona lett, közülük három a csatatéren esett el.
A Redun und Gebethe, bei der ... Leichenfeierlichkeit des ... Emerich Horváth Stansith von Gradec. Leutschau, 1801. c. munkában (Gebeth bei der Beerdigung.)

## Művei
- Der Gottdienende-Christ. Ein Schrift- und Vernunft-mässiges Gebetund Gesangbuch zur Beförderung des wahren Gottesdienstes und der vernünftigen Andacht. Leutschau, 1787. Három rész.
- Moral für Frauenzimmer. Leipzig, 1790.
- Konfirmations-Unterricht in Frag und Antwort abgefasst für die zur evangel. Toporczer Muterkirche gehörenden Kinder. Leutschau, 1813.